# 布雷徹山
85°24′S 124°22′W / 85.400°S 124.367°W
布雷徹山（英語：Mount Brecher）是南極洲的山峰，位於瑪麗伯德地，處於威斯康辛山脈，海拔高度2,100米，美國地質調查局根據測量和該國海軍的空中照片繪入地圖，現時由南極條約體系管理。